# New Comer

New Comer est le premier album de Ludovic Llorca, paru en 2001 sur le label français F Communications,,,,,,.

## Liste des pistes
| No | Titre                 | Durée |
| -- | --------------------- | ----- |
| 1. | The novel sound       |       |
| 2. | Indigo blues          |       |
| 3. | Lights behind windows |       |
| 4. | I cry                 |       |
| 5. | Any how               |       |
| 6. | True to me            |       |
| 7. | Lalo caught me dancin |       |
| 8. | My precious thing     |       |
| 9. | The end               |       |